# Nagy Attila (színművész)
Nagy Attila (Pácin, 1933. február 12. – Kecskemét, 1992. május 13.) kétszeres Jászai Mari-díjas magyar színművész, rendező, érdemes művész.

## Életpályája

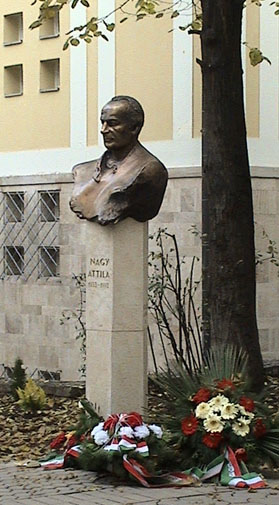
Nagy Attila szobra (Balogh Géza alkotása) a Miskolci Nemzeti Színház udvarán.

1955-ben végezte el a Színház- és Filmművészeti Főiskolát, és a Miskolci Nemzeti Színházhoz szerződött. Az 1956-os forradalom idején a Borsod-Abaúj-Zemplén megyei Munkástanács elnöke volt, emiatt 1957. március 9-én letartóztatták, 1958. július 4-én – jóllehet, az ügyész halálbüntetést kért – 12 évi fegyházbüntetésre ítélték, ahonnan 1961-ben amnesztiával szabadult. 1962-ben a Veszprémi Petőfi Színházhoz szerződött színészként és rendezőként. 1964 és 1969 között a budapesti Thália Színház, 1969-től 1971-ig pedig a Szegedi Nemzeti Színház tagja volt. 1971-ben visszatért a Thália Színházhoz, s 1986-ig volt tagja. 1986-tól a kecskeméti Katona József Színház színésze és rendezője, 1988 és 1990 között pedig művészeti vezetője volt.

## Családja
Első felesége Galambos Erzsi volt, elváltak, közös gyermekük nem született. Második feleségével, Lelkes Dalmával és lányukkal, Ágival együtt 1968-ban szerepelt a Plusz egy fő című televíziós, zenés családi revüben.
Harmadik felesége Dr. Radeczky Ágota kardiológus volt, akinek tőle egy fia született, Attila. Öccse Nagy Gerzson, színtén színész volt.

## Közéleti és politikai tevékenysége
1990-től az 1992-ben bekövetkezett haláláig MSZP-s országgyűlési képviselő volt.

## Fontosabb színpadi szerepei
- Katona József: Bánk Bán – Bánk (1956 – Miskolci Nemzeti Színház)
- Tennessee Williams: A vágy villamosa – Stanley
- Shakespeare: Othello – Othello; Jago
- Shakespeare: Második Richard – Henrik, más néven Bolingbroke, Hereford hercege, John of Gaunt fia, később Negyedik Henrik király
- Arthur Miller: Pillantás a hídról – Eddie Carbone
- Friedrich Dürrenmatt A milliomosnő látogatása – Ill
- Beckett: Godot-ra várva – Estragon
- Jean-Paul Sartre: Az Ördög és a Jóisten – Götz
- George Bernard Shaw: Pygmalion – Pickering ezredes
- Örkény István: Tóték – Tót
- Madách Imre: Az ember tragédiája – Ádám; Az Úr hangja
- Németh László: Az áruló – Görgey Arthur
- Németh László: Szörnyeteg – Sárkány Béla, professzor
- Németh László: Villámfénynél – Nagy Imre
- Németh László: Sámson – Sámson
- Karinthy Ferenc: Házszentelő – Gyulafy
- Graham Greene: A csendes amerikai – Fowler
- Lev Nyikolajevics Tolsztoj–Erwin Piscator: Háború és béke – Pierre; Az öreg herceg, Andrej apja
- Ajtmatov–Elbert J.–Kazimir K.: Az évszázadnál hosszabb ez a nap
- Mezei András: Magyar kocka – Bíró

## Rendezései
- Shakespeare: Othello
- Németh László: A szörnyeteg
- Németh László: Az írás ördöge
- Madách Imre: Az ember tragédiája

## Filmjei

### Játékfilmek
- Hintónjáró szerelem (1954) – Citorás Miska
- Egy pikoló világos (1955) – Zombori Kálmán
- Asszony a telepen (1962) – Lukács
- A szélhámosnő (1963) – Patkó Gábor
- Az utolsó előtti ember (1963) – Orodán
- Fotó Háber (1963) – Hosszú
- A kőszívű ember fiai 1-2. (1964) – Palvicz Ottó
- Fény a redőny mögött (1965) – Torday Géza
- Szegénylegények (1965) – Köpenyes IV.
- Büdösvíz (1966) – Szombathy Félix
- Édes és keserű (1966) – Bartha színész
- Fügefalevél (1966) – Lukács Géza
- Kötelék (1967) – Gyula
- Sellő a pecsétgyűrűn  1-2. (1967) – Jan Pitkovski
- Alfa Rómeó és Júlia (1968) – Kázmér
- Volt egyszer egy család (1971) – Tábori püspök
- Kakuk Marci (1973) – Bányász I.
- Ki van a tojásban? (1974) – Tv néző férfi
- Labirintus (1976) – Bádoki miniszterhelyettes
- A csillagszemű 1-2. (1977) – Kajtorossy
- Kinek a törvénye? (1978) – Vezetőségi tag
- Októberi vasárnap (1979) – Széchy István
- Kojak Budapesten (1980) – Magyar krimiíró
- Az évszázad esküvője (1985) – L’archevêque
- Titánia, Titánia, avagy a dublőrök éjszakája 1-2. (1988)

### Tévéfilmek, televíziós sorozatok
- A szívroham (1964) – Fretwurst
- A vörös vendégfogadó (1965) – Eugén Rastignac
- Az asszony beleszól (1965)
- El nem számolt évek (1965)
- Két találkozás (1965) – A polgármester fia, főhadnagy
- Temetetlen holtak (1966)
- A Morrison-ügy (1967) – Morrison
- Három találkozás (1967)
- Máglyák Firenzében (1967)
- Az Aranykesztyű lovagjai 1-5. (1968)
- A 0416-os szökevény (1969) – Mike; Bradshaw hadnagy
- Az ember tragédiája (1969)
- Tizennégy vértanú (1970) – Damjanich János
- A fekete város 1-7. (1971 [1972 mozifilmként]) – Szepesi főnemes
- Aszfaltmese (1971)
- Egy óra múlva itt vagyok… (1971) – Schultzer őrnagy
- Rózsa Sándor (1971) – Gombár József őrmester
- Vidám elefántkór (1971) – Palotai
- Aranyliba (1972)
- Kegyelmes úr (1972)
- Öt férfi komoly szándékkal (1972)
- A fűtő (1973)
- Dorottya (1973) – Bordács
- Lauterburg városparancsnoka (1973)
- Sólyom a sasfészekben 1-4. (1973)
- Zrínyi (1972) – Nádasdy
- Ida regénye (1974) – Ó Péter
- Méz a kés hegyén (1974)
- Uraim, beszéljenek! (1974) – Juranics
- Vacsora a hadiszálláson (1974) – Damjanich
- A fej (1975)
- Szépség Háza (1975) – Soltész Nándor, zsürielnök
- Beszterce ostroma 1-3. (1976) – Pongrácz Kálmán
- Hungária Kávéház (1976) – Dr. Atkári István főorvos
- Munkácsy (1976) (hang)
- A szabadság katonái 1-4. (1977)
- A szerelem bolondjai (1977)
- Abigél 1-4. (1977) – Vitay tábornok
- Alizka (1977)
- Horváthné meghal (1977)
- Megtörtént bűnügyek 6-8. (1977) – Bakai Sándor (Sandra)
- Nyúlkenyér (1977)
- Petőfi 1-6. (1977)
- Az elefánt (1978) – Dudás Dénes, kígyóápoló
- Don Juan és a kővendég (1978) – Fekete páncélos
- Periférián (1978)
- Éljen az egyenlőség (1979) – Gróf
- Szávitri, az asszonyi hűség dicsérete (1979) – Varuna, a vizek ura
- Szervusz, Szergej 1-8. (1979)
- Tiszteletem, főorvos úr (1979)
- Wiener Walzer (1979) – Kalauz
- Nők apróban (1980) – Komoróczy
- Szetna, a varázsló (1980) – Amon, az istenek királya
- Századunk 2-3. (1981) – Veesenmayer
- A világkagyló mítosza (1981) – A Mennydörgés Istene
- Bábel tornya (1981) – Tabar
- Héroszok pokoljárása (1982) – Vaskezü Markó
- Holtak hallgatása – Requiem egy hadseregért (1982)
- Kristálybirodalom (1982) – Uralkodó
- Oedipus Kolonosban (1983) – Karvezető
- Rohamsisakos Madonna (1983) – Váraljai elvtárs
- A nagy Romulus (1984) – Pyramus
- Különös házasság 1-4. (1984)
- Pétervári vendégség 1870 (1984)
- Alkony (1985)
- Az aranygyapjú elrablása (1989) – Kreon
- Éjszaka (1989) – Eusebius

## Szinkronszerepei

### Filmek
| Év   | Cím                                                                | Szereplő                                     | Színész                    | Szinkron év |
| ---- | ------------------------------------------------------------------ | -------------------------------------------- | -------------------------- | ----------- |
| 1948 | Scott kapitány                                                     | Taff Evans                                   | James Robertson Justice    | 1966        |
| 1951 | A sorompók lezárulnak (1. magyar szinkron)                         | Mentős #1                                    | N/A                        | 1980        |
| 1954 | A hét szamuráj                                                     | Simada Kambei                                | Simura Takasi              | 1976        |
| 1956 | Kétes alibi                                                        | Paul Pearson                                 | Patrick Holt               | 1966        |
| 1962 | Lázadás a Bountyn (1. magyar szinkron)                             | William Brown                                | Richard Haydn              | 1980        |
| 1963 | A halál neve: Engelchen (1. magyar szinkron)                       | Pavel                                        | Jan Kacer                  | 1964        |
| 1963 | Egyutcás város                                                     | Demidov                                      | Viktor Avgyusko            | 1966        |
| 1963 | Kilenc óra Ráma oltáráig                                           | N/A                                          | N/A                        | 1978        |
| 1964 | Antoin Bigut elrablása                                             | Joseph                                       | Jacques Seiler             | 1968        |
| 1964 | Egy fiatal tiszt naplója                                           | Bril                                         | Szergej Kurilov            | 1965        |
| 1964 | Hajrá, franciák!                                                   | Az elkövető                                  | Arthur Mullard             | 1975        |
| 1964 | Hajrá, franciák!                                                   | Átvizsgáló őrmester                          | David Davenport            | 1975        |
| 1964 | Jó vadászatot!                                                     | Marko                                        | Velimir „Bata” Živojinović | 1966        |
| 1964 | Katharina Knie                                                     | Ignaz Scheel                                 | Gerhard Riedmann           | 1967        |
| 1964 | Melyik úton járjak? (1. magyar szinkron)                           | Dr. Victor Stephanson                        | Robert Cummings            | 1976        |
| 1965 | A Crossbow-akció                                                   | Ziemann őrnagy                               | Paul Henreid               | 1978        |
| 1965 | Házasság feltétellel                                               | Mirek, építész úr                            | Radoslav Brzobohatý        | 1966        |
| 1965 | Marco Polo                                                         | Kubiláj kán, kínai császár és mongol nagykán | Anthony Quinn              | 1976        |
| 1966 | Bolondok részvénytársasága                                         | Jason                                        | Garfield Morgan            | 1969        |
| 1967 | Tréfacsinálók                                                      | N/A                                          | N/A                        | 1973        |
| 1968 | A sólyom nyomában                                                  | Sólyomszem                                   | Gojko Mitić                | 1968        |
| 1968 | A születésnap                                                      | N/A                                          | N/A                        | 1980        |
| 1968 | Furcsa pár (2. magyar szinkron)                                    | Murray                                       | Herb Edelman               | 1976        |
| 1969 | A pénznek nincs szaga                                              | Lelac felügyelő                              | Michel Serrault            | 1977        |
| 1970 | Kislány a hintán                                                   | Imants                                       | Valgyemarsz Zandbergsz     | 1974        |
| 1971 | Jegor Bulicsov és a többiek                                        | Zvoncov, Varvara férje                       | Anatolij Romasin           | 1974        |
| 1971 | Mária, a skótok királynője (2. magyar szinkron)                    | Ballard atya                                 | Tom Fleming                | 1979        |
| 1971 | Minden lében két kanál – 1. rész: Nyitány (1. magyar szinkron)     | N/A                                          | N/A                        | 1972        |
| 1971 | Sztrogoff Mihály                                                   | Jegykezelő a hajónál                         | N/A                        | 1972        |
| 1972 | A játékos                                                          | De Grieux                                    | Vaszilij Livanov           | 1974        |
| 1972 | A Mattei-ügy                                                       | N/A                                          | N/A                        | 1974        |
| 1972 | A múlt démonai                                                     | N/A                                          | N/A                        | 1977        |
| 1972 | Híres szökések – 2. rész: A sakkjátékos                            | Glückner                                     | Robert Party               | 1974        |
| 1972 | Híres szökések – 7. rész: Casanova szökése                         | Casanova                                     | Ugo Pagliai                | 1974        |
| 1972 | Közelharc férfiak és nők között                                    | Howard Mann                                  | Herb Edelman               | 1983        |
| 1972 | Merénylők                                                          | Kassar ezredes, magrebi belügyminiszter      | Michel Piccoli             | 1974        |
| 1972 | Ostromállapot                                                      | Belbiztonsági miniszter                      | Maurice Teynac             | 1974        |
| 1972 | Saint Tropezba költöztünk (1. magyar szinkron)                     | N/A                                          | N/A                        | 1973        |
| 1973 | Az utolsó percig                                                   | N/A                                          | N/A                        | 1974        |
| 1973 | Keserű csokoládé                                                   | N/A                                          | N/A                        | 1975        |
| 1974 | Antonius és Kleopátra                                              | N/A                                          | N/A                        | 1977        |
| 1974 | Dugó, a csodacsatár                                                | N/A                                          | N/A                        | 1977        |
| 1974 | III. Gusztáv                                                       | Nordström                                    | Per Sjöstrand              | 1977        |
| 1974 | Mr. Majestyk (1. magyar szinkron)                                  | Frank Renda                                  | Al Lettieri                | 1982        |
| 1975 | Az elveszett expedíció                                             | Szilantyij                                   | Nyikolaj Oljalin           | 1977        |
| 1975 | Comenius                                                           | Shylock                                      | Charles Régnier            | 1978        |
| 1975 | Fanny és Annie                                                     | Jack Goodall                                 | Frank Mills                | 1978        |
| 1975 | Gyémánt-akció                                                      | N/A                                          | N/A                        | 1977        |
| 1976 | A sah fia                                                          | Kavusz                                       | Otar Koberidze             | 1979        |
| 1976 | Magány az erdőszélén                                               | N/A                                          | N/A                        | 1977        |
| 1979 | Beszélj csak, érdekelsz!                                           | François Perrin                              | Jean-Pierre Marielle       | 1982        |
| 1980 | Csillagok háborúja V. – A Birodalom visszavág (1. magyar szinkron) | Darth Vader (hang)                           | James Earl Jones           | 1981        |
| 1985 | Az évszázad esküvője (1. magyar szinkron)                          | Érsek                                        | N/A                        | 1987        |
| 1987 | Rumba                                                              | Damien Malleville                            | Michel Piccoli             | 1988        |

### Sorozatok
| Év        | Cím                                             | Szereplő            | Színész           | Szinkron év |
| --------- | ----------------------------------------------- | ------------------- | ----------------- | ----------- |
| 1966      | Támadás egy idegen bolygóról I.                 | Mr. Burns           | David Sheiner     | 1979        |
| 1970      | Csempészek                                      | Michael Ponder, író | Peter Ronild      | 1975        |
| 1971      | Egész Spanyolország felett felhőtlen az ég 1-3. | Wilhelm Canaris     | Dietrich Körner   | 1973        |
| 1972      | Híres szökések                                  | Casanova            | Ugo Pagliai       | 1973        |
| 1972      | Híres szökések                                  | Glückner            | Robert Party      | 1973        |
| 1973      | A tavasz tizenhét pillanata                     | Eismann             | Leonyid Kuravljov | 1974        |
| 1973      | Vivát, Benyovszky!                              | Baturin             | Anton Korenčí     | 1975        |
| 1974-1980 | Tetthely 39-118.                                | Scheffner           | Bernd Schäfer     | 1976-1991   |

## Könyvei
- Nem lehet visszatérni. Egy színész vallomásai; vál., szerk. Deres Péter és Gyergyádesz László; Napvilág, Bp., 2017

## Díjai
- Jászai Mari-díj (1966, 1975)
- Kazinczy-díj (1980)
- Érdemes művész (1983)